# Mads Hansen (digter)
 Der er flere personer med dette navn, se Mads Hansen.
Mads Hansen (født 23. juli 1834, død 2. april 1880) var en dansk forfatter.
Hansen var en væversøn fra Sydfyn, hvor han som bonde levede hele livet. I litterær henseende falder hans produktion nærmest sammen med "skolelærerlitteraturen", skønt han ikke optræder fortællende, men væsentlig som lyriker. Hansen havde store planer om at højne den danske bondes åndsliv, og hvad han her har udrettet, vejer unægtelig mere end hans litterære efterladenskaber. Han begyndte med at danne sangforeninger og virke for afholdelsen af foredrag, senere fik han oprettet læseforeninger, men det var først efter krigen 1864, at hans bestræbelser antog større dimensioner.
Hansen, der var en meget patriotisk mand og hørte til højregrundtvigianernes parti, kastede sig navnlig med iver over skyttesagen — fra en skyttefest skriver sig hans bekendte og meget populære skyttemarch: "I vor Ungdom vi hørte Kartovernes Brag" — og over højskolesagen; selv fik han oprettet en højskole med Anton Nielsen som bestyrer. Tiden var meget gunstig over for Hansens forsøg, og det var vistnok ikke litterære hensyn, der lod hans første samling Sange (1866) komme i fem oplag.
Om end en enkelt sang som den utallige gange sungne "Vi har sagt det saa tit" virker ved sin umiddelbarhed og renhed i tonen, er det allermeste af Hansens poesi kun mere eller mindre vellykket imitation i bevidst folkelig stil. I 1870'erne udgav Hansen endnu et par digtsamlinger; men det viste sig snart, at den begejstring, der på grund af en øjeblikkelig folkestemning var slået ham i møde, efterhånden uden for hans nærmeste kreds blev ret lunken. Sit arbejde som folkeopdrager vedblev Hansen til det sidste: han oprettede en snitteskole og udgav et par praktiske håndbøger for bonden: Husmandsbogen og Gaardmandsbogen.